# سیارک ۱۱۰۷۳
سیارک ۱۱۰۷۳ (به انگلیسی: 11073 Cavell، نامگذاری:1992RA4) یازده هزار و هفتاد و سومین سیارک کشف شده‌است که در ۲ سپتامبر ۱۹۹۲ کشف شد.
قدر مطلق سیارک برابر ۱۴٫۹۰ است.